# Diores pauper
Diores pauper är en spindelart som beskrevs av Rudy Jocqué 1990. Diores pauper ingår i släktet Diores och familjen Zodariidae. Inga underarter finns listade i Catalogue of Life.